# 酿造醋
酿造醋是以谷类等天然原料为主，再加上食盐、谷皮等发酵而成的食醋。醋一般按造製作方式可分成三種，包括釀造醋、合成醋、加工醋，其中以釀造醋品質最好，多用于直接烹饪或凉拌之用。
根据中国大陆国家标准，只有酿造醋可被称为“醋”，使用冰醋酸配制的调味品不得称为“醋”。